# لیندا ونزل
لیندا ونزل (زادهٔ ۲۰۰۰) یکی از اعضای تیپ الخنساء داعش، اهل آلمان است که در جریان نبرد آزادسازی موصل توسط نیروهای عراقی اسیر شد. لیندا ونزل به دلیل پیوستن به داعش و ورود غیرقانونی به خاک عراق به ۶ سال زندان محکوم شد. او را «خوشگل موصل» لقب داده‌اند.

## زندگی شخصی
ونزل در یک خانواده مسیحی متولد شد و در شهر کوچک آلمانی پولسنیتز در نزدیکی درسدن و مرز جمهوری چک بزرگ شد و با مادر و ناپدری خود زندگی می‌کرد. ونزل پس از طلاق مادرش در مدرسه جامع محلی ارنست-ریشل تحصیل کرد و به درس‌های ریاضی، فیزیک و شیمی علاقه‌مند بود.

## گرویدن به اسلام و افراط‌گرایی
در اوایل سال ۲۰۱۶، همکلاسی‌های ونزل متوجه تغییر رفتار او شدند، زمانی که ونزل شروع به گوش دادن به موسیقی عربی کرد و از مدیر مدرسه برای پوشیدن روسری در مدرسه اجازه خواست. در بهار سال ۲۰۱۶ ونزل به پدر و مادرش از علاقه فزاینده خود به اسلام گفت، اما فاش نکرد که مسلمان شده است. در ماه رمضان به خانواده‌اش گفت که رژیم غذایی اسلامی را رعایت می‌کند. پدر و مادرش علاقه او را پذیرفتند و گفتند: «ما هیچ فکری درباره این موضوع نکردیم و حتی یک نسخه از قرآن برای او خریدیم». ظاهراً اسلام‌گرایان در بستر آنلاین با ونزل تماس گرفتند و او را متقاعد کردند که تغییر دین دهد. با این حال، به گفته شهردار پولسنیتز، مدرسه از ماه‌ها قبل در جریان تغییر دین لیندا ونزل بود و مدیر مدرسه درباره این موضوع با والدین ونزل صحبت کرد.
به گفته ونزل، او توسط یک نوجوان اردنی به نام فاطمه که او را متقاعد کرد به اسلام گرایش پیدا کند و شوهر آینده‌اش، جنگجوی سابق داعش، ابو اسامه الشیشانی را که متعاقباً از طریق مکالمه تلفنی با او آشنا و سپس با وی ازدواج کرد، به ونزل معرفی کرد.
در روز جمعه ۱ ژوئیه ۲۰۱۶، لیندا ونزل به مادرش گفت که روز یکشنبه ساعت ۴ بعد از ظهر به خانه برمی‌گردد و وانمود کرد که آخر هفته را در خانه یکی از دوستانش می‌گذراند. با این حال، دوستش از محل اقامت ونزل چیزی نمی‌دانست. پلیس بعداً رسیدهای دو بلیط از درسدن به فرانکفورت و از فرانکفورت به استانبول را که زیر تشک اتاقش پنهان شده بود پیدا کرد که با مجوز جعلی از حساب و پاسپورت مادرش خریداری شده بود.

## پیوستن به داعش و دستگیری
با ورود به سوریه، او با یک جنگجوی چچنی که عضو داعش بود ازدواج کرد، پس از آن به سوریه و سپس به موصل سفر کرد تا برای دولت اسلامی بجنگد. گمان می‌رود شوهرش در آغاز نبرد موصل کشته شده است. برخی حدس می‌زنند که ونزل ممکن است به عنوان یک تک تیرانداز خدمت کرده باشد، و گفته می‌شود که اعتراف کرده است که او سربازان عراقی را کشته است. در طول محاصره موصل، او بر اثر اصابت یک گلوله در ران چپ خود زخمی شد و در اثر حمله بالگرد، زخمی بر زانوی راستش وارد شد.
همچنین اعتقاد بر این بود که ونزل یکی از اعضای تیپ الخنساء بوده است که مسئول اجرای قوانین اخلاقی شریعت دولت اسلامی است و مجازات‌هایی مانند شلاق برای نقض شرع مانند آرایش زنان یا عدم پوشش اسلامی مطابق با قوانین اعمال می‌کند.
در ۱۸ ژوئیه ۲۰۱۷، او به همراه چهار زن آلمانی دیگر در موصل توسط نیروهای عراقی اسیر شد. او در آن زمان یک نوزاد پسر داشت که از سوتغذیه رنج می‌برد که گمان می‌رود پسر واقعی او باشد. به دلیل ناتوانی لیندا ونزل در مکالمه به زبان عربی، سربازان عراقی در ابتدا او را با یک زن ایزدی اشتباه گرفتند، علیرغم رد هرگونه کمکی که ارتش عراق ارائه می‌کرد. فیلم دستگیری او، که در آن دیده می‌شد در حالی که توسط نیروهای عراقی کشیده می‌شد فریاد می‌زد و گریه می کرد، چند هفته پس از دستگیری او پخش شد.
در ۱۵ دسامبر ۲۰۱۷، ونزل توانست با خانواده خود در بغداد در حالی که منتظر محاکمه بود ملاقات کند. در ۲۲ مه ۲۰۱۸، ونزل به ۵ سال زندان محکوم شد.

## محکومیت در عراق
لیندا ونزل و سه زن آلمانی دیگر به طور رسمی توسط مقامات عراق متهم شدند. به دنبال آن، دیپلمات‌های آلمانی تلاش کردند تا از اتهامات منجر به صدور احکام سنگین حبس و اعدام برای ونزل جلوگیری کنند، و بنا بر گزارش‌ها به توانایی خود در جلوگیری از چنین حکمی اطمینان داشتند و در عین حال اعلام کردند که انتظار می‌رود ونزل حبس طولانی را سپری کند. با این حال حیدر عبادی، نخست وزیر وقت عراق، در ۱۸ سپتامبر ۲۰۱۷ گفت که ونزل ممکن است با حکم اعدام روبرو شود، زیرا:
شما نوجوانان را تحت قوانین خاصی می‌شناسید، آنها مسئول اعمال خود هستند، به خصوص اگر این عمل یک فعالیت مجرمانه باشد که به کشتن افراد بی‌گناه منجر شود.
— حیدر عبادی، نخست‌وزیر وقت عراق
ونزل اتهامات علیه خود را رد کرده و گفته است که او فقط یک خدمتکار خانه بوده است. به گفته ونزل، مقامات دولت اسلامی درخواست بازگشت او به آلمان را پس از مرگ همسرش رد کردند و ۲۰۰ دلار کمک هزینه یک ماهه زندگی به او می‌دادند.
طبق قوانین عراق، ونزل می‌توانست به اعدام محکوم شود. با این حال، اعدام تا زمانی که او به سن ۲۲ سالگی نرسیده بود، انجام نشد. رسانه‌ها در ۱۸ فوریه ۲۰۱۸ گزارش دادند که لیندا ونزل به ۶ سال زندان از جمله پنج سال به دلیل «عضویت در داعش» و یک سال برای «ورود غیرقانونی به خاک عراق» محکوم شده است.